# Samsung Biologics
Samsung Biologics ist ein südkoreanisches Biotechnologieunternehmen mit Hauptsitz in Songdo, Incheon, Südkorea. Die Biotech-Sparte der Samsung Group bietet der biopharmazeutischen Industrie (u. a. BMS, Roche etc.) Dienstleistungen im Bereich Auftragsentwicklung und -herstellung (CDMO) an und ist auch Auftragsfertiger für Biologika, also Arzneimittel, die durch biotechnische Methoden gewonnen werden.
Durch den Börsengang im Oktober 2016 konnte das Unternehmen 2,25 Bio. Won (zirka 2 Mrd. US-Dollar) einsammeln.
Das Unternehmen ist zahlreiche Partnerschaften mit anderen Pharmafirmen eingegangen, u. a. Biogen, GlaxoSmithKline, UCB, Vir Biotechnology und CytoDyn.

## Geschichte
Samsung Biologics wurde 2011 gegründet und baute von 2011 bis 2018 drei Produktionsanlagen mit einer Kapazität von mehr als 360.000 Litern, was das Unternehmen 2018 zum weltweit größten biopharmazeutischen Auftragshersteller an einem einzigen Standort macht. Seit 2020 betreibt Samsung Biologics ein Forschungs- und Entwicklungszentrum in San Francisco, Kalifornien.
Im Jahr 2012 gründete es zusammen mit Biogen Samsung Bioepis, einen Hersteller von Biosimilars. Das Unternehmen erwarb 2022 alle Anteile an Samsung Bioepis, indem es alle verbleibenden Aktien von Biogen für 2,3 Milliarden US-Dollar kaufte.
Im November 2019 erhielt Samsung Biologics als erstes Auftragsfertigungsunternehmen die ISO 27001-Zertifizierung. Im Mai 2020 erhielt das Unternehmen außerdem die ISO 22301-Zertifizierung, die erste in der koreanischen Biopharmaindustrie.
Im Jahr 2022 traf das Unternehmen Produktionsvereinbarungen mit Moderna und GreenLight Biosciences, und die Produktionskapazitäten für mRNA-Wirkstoffe zu erweitern. Samsung Biologics hat vor kurzem mit der Produktion von mRNA-Wirkstoffen für GreenLight in seinem Bioproduktionscampus in Songdo in Incheon, Südkorea, begonnen. Es gibt weltweit nur zwei Unternehmen, die mRNA herstellen.

## Samsung Bioepis
Samsung Bioepis war aus einem Joint Venture zwischen Samsung Biologics und dem US-amerikanischen Biotechnologieunternehmen Biogen hervorgegangen. Dem 2012 gegründeten Unternehmen gelangen die Entwicklung von Benepali, einem Biosimilar zum Referenzprodukt Enbrel von Amgen und Pfizer (Wirkstoff: Etanercept), Flixabi (Wirkstoff: Infliximab, Referenzprodukt Remicade), Imraldi (Adalimumab) und Ontruzant (Trastuzumab). Das Unternehmen hat etliche weitere Biosimilars in der Pipeline. Der für Anfang 2016 geplante Börsengang wurde wegen des schlechten Marktumfeldes zu einem späteren Zeitpunkt verschoben. 2022 erwarb Samsung Biologics die volle Kontrolle über Samsung Bioepis durch den Erwerb der Anteile von Biogen.